# Odoardo Fialetti

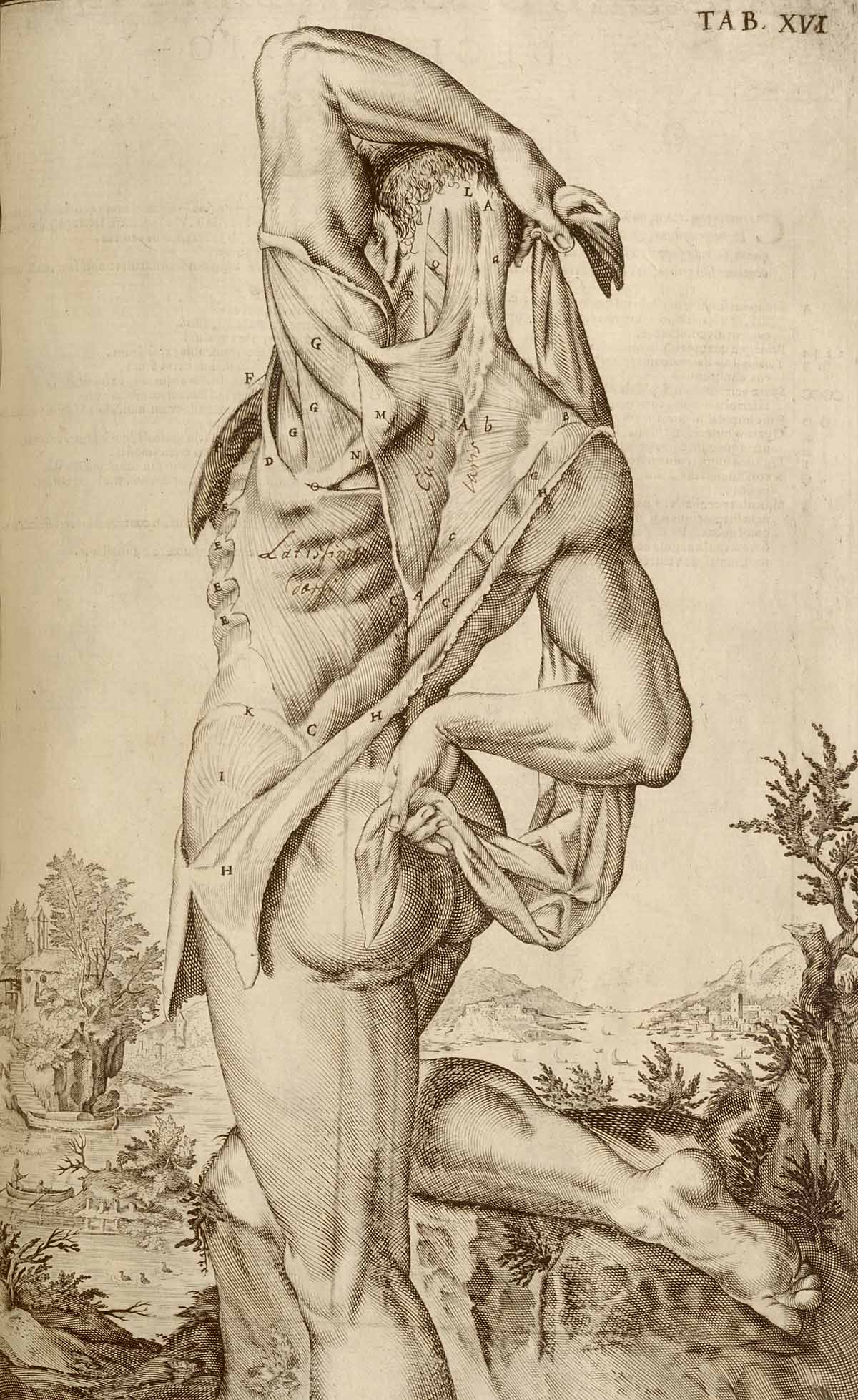
Tabulae Anatomicae

Odoardo Fialetti (Bologna, 18 luglio 1573 – Venezia, 1637 o 1638) è stato un pittore e incisore italiano.

## Biografia
Figlio postumo di un "Dottore Odoardo", fu affidato al fratello maggiore che lo avviò alla scuola di Giovan Battista Cremonini. A nove anni seguì il parente a Padova e poi a Venezia dove si formò presso la bottega del Tintoretto. Probabilmente perfezionò la sua formazione con un soggiorno a Roma.
Dopo la morte del Tintoretto, assieme a Palma il Giovane, Domenico Tintoretto e Sante Peranda appartenne a quella generazione di pittori che proseguendo la precedente tradizione veneziana nel periodo tardo-manieristico, gettarono le basi artistiche su cui si sarebbe fondato il barocco.
Delle trentotto tele che il Boschini elenca in una lettera al Malvasia, oggi ne restano pochissime: tra queste una Santa Agnese ai Tolentini, due tele con le Storie di San Giacomo a San Giuliano e le Storie di San Domenico nella sagrestia della chiesa dei Santi Giovanni e Paolo; per quanto riguarda la ritrattistica, si citano i quattro dipinti di dogi e la Seduta di Collegio (tutte opere conservate alla Royal Collection di Hampton Court).
Tutti questi lavori mostrano come il Fialetti, pur basandosi sulla lezione tintorettiana, fosse influenzato anche dall'arte emiliana (Calvaert, Procaccini, Parmigianino, Carracci), nonché dallo stile dei Bassano. La sua pittura è dunque una sintesi tra la scuola veneta e la scuola bolognese.
Ben più importante la sua attività di acquafortista della quale si conservano tuttora circa 240 opere in cui sono evidentissimi i richiami carracceschi, specie di Agostino. La sua produzione, che riguarda sia traduzioni che soggetti di propria invenzione, spazia dal tema religioso al grottesco e al mitologico. Le sue realizzazioni furono largamente utilizzate come modelli da intagliatori e ornatisti, e ancora nell'Ottocento venivano riprodotte sulle ceramiche di Nevers. 
In quest'ambito si ricorda anche la pubblicazione de Il vero modo et ordine per dissegnar tutte le parti et membra del corpo humano (edito per la prima volta nel 1608), un ulteriore richiamo all'insegnamento dei Carracci.

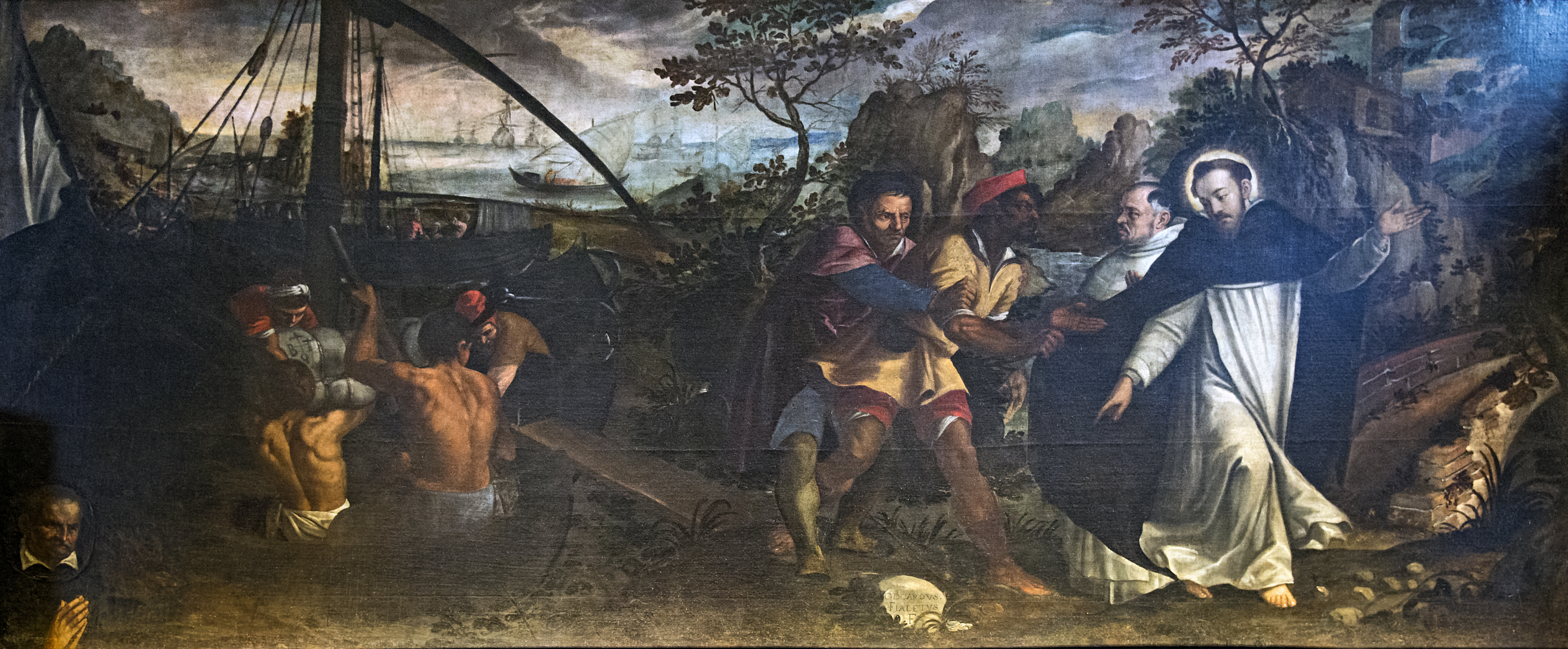
Pagamento del traghettatore San Zanipolo Venezia